# Gardermobanen
Gardermobanen er en 64 km lang dobbeltsporet højhastighedsbane som går mellem Etterstad (i Oslo) og Eidsvoll i Norge. Togtrafikken blev sat i gang på strækningen, i august 1998, mens den nye lufthavn blev taget i brug 8. oktober samme år. Tunnelen Romeriksporten mellem Etterstad i Oslo og Lillestrøm blev ikke taget i brug før 22. oktober 1999 på grund af omfattende vandlekager og efterfølgende tætningsarbejde. Rhoca Gil blev forsøgt brugt til tætningen på en fejlagtig måde, og dette førte til lekage af miljøfarlige akrylamider.
Banen har to formål. Den første, og primære grund til at banen blev bygget, var for at tjene flyvepladsen. Da Stortinget 8. oktober 1992 vedtog at Gardermoen skulle være stedet for en ny primær lufthavn i Oslo, blev det samtidig vedtaget at tog skulle være det vigtigste transportmiddel. Banen bliver derfor brugt af Flytoget mellem Oslo og Oslo Lufthavn Gardermoen, og af tankvognstog som transporterer flybrændstof til et tankanlæg lige ved Gardermoen Station ved lufthavnen. Flytoget går i 210 km/t, næst hurtigst i Norden (efter Lahti-banen i Finland)
Det andet formål er at være et nyt dobbeltspor mellem Oslo S og Eidsvoll Station. Dette er samme strækning som betjenes af Hovedbanen. Det går meget hurtigere at bruge Gardemobanen end Hovedbanen, og banen benyttes derfor både af regionstoget til Trondheim og intercity–tog mellem Skien og Lillehammer samt egne lokaltog-ruter. Godstog som ikke skal til Gardermoen kører på Hovedbanen.
Totalt, inklusive togsæt, kostede det 10,0 milliarder norske kroner at bygge Gardermobanen. Byggeriet foregik i 5 år, fra 1994 til 1999.
60°09′26″N 11°08′41″Ø / 60.1572°N 11.1447°Ø